# Bitwa pod Suffolk
Bitwa pod Suffolk (znana też jako bitwa pod Hill’s Point lub bitwa pod Fortem Huger) – starcie zbrojne, które miało miejsce w dniach od 11 kwietnia do 4 maja 1863 podczas wojny secesyjnej pod miastem Suffolk w stanie Wirginia w USA.
19 kwietnia 1863 roku, unijna piechota wylądowała w Hill’s Point przy rozwidleniu Nansemond River. Siły te zaatakowały od tyłu Fort Huger i szybko wzięły do niewoli jego garnizon, w ten sposób otwarto ponownie rzekę dla żeglugi Unii. 24 kwietnia generał brygady Michael Corcoran dowodzący dywizją Unii podczas rozpoznania wciągnął w walkę konfederatów z Fortu Dix pod dowództwem generała majora George’a Picketa zagrażając jego najdalej wysuniętej flance. Federaliści zaatakowali ale zostali łatwo odparci. 29 kwietnia Generał Robert E. Lee rozkazał Generałowi Jamesowi Longstreetowi opuścić Suffolk i połączyć się z armią północnej wirginii we Fredericksburgu. 4 maja ostatni oddział gen. Longstreeta przekroczył Blackwater River i pomaszerował do Richmond.
W bitwie uczestniczyło łącznie około 45 000 żołnierzy. Starcie nie przyniosło rozstrzygnięcia, a obie strony straciły łącznie 152 żołnierzy (1160 podczas całego oblężenia).